# Rothorn (Chastelberg, Simplon)
Rothorn är en bergstopp i Schweiz.   Den ligger i distriktet Brig och kantonen Valais, i den södra delen av landet, 100 km sydost om huvudstaden Bern. Toppen på Rothorn är 2 513 meter över havet, eller 42 meter över den omgivande terrängen. Bredden vid basen är 0,09 km.
Terrängen runt Rothorn är mycket bergig. Närmaste större samhälle är Brig, 15,2 km nordväst om Rothorn. 
I omgivningarna runt Rothorn växer i huvudsak blandskog. Runt Rothorn är det mycket glesbefolkat, med 3 invånare per kvadratkilometer.